# Interferència (propagació d'ones)

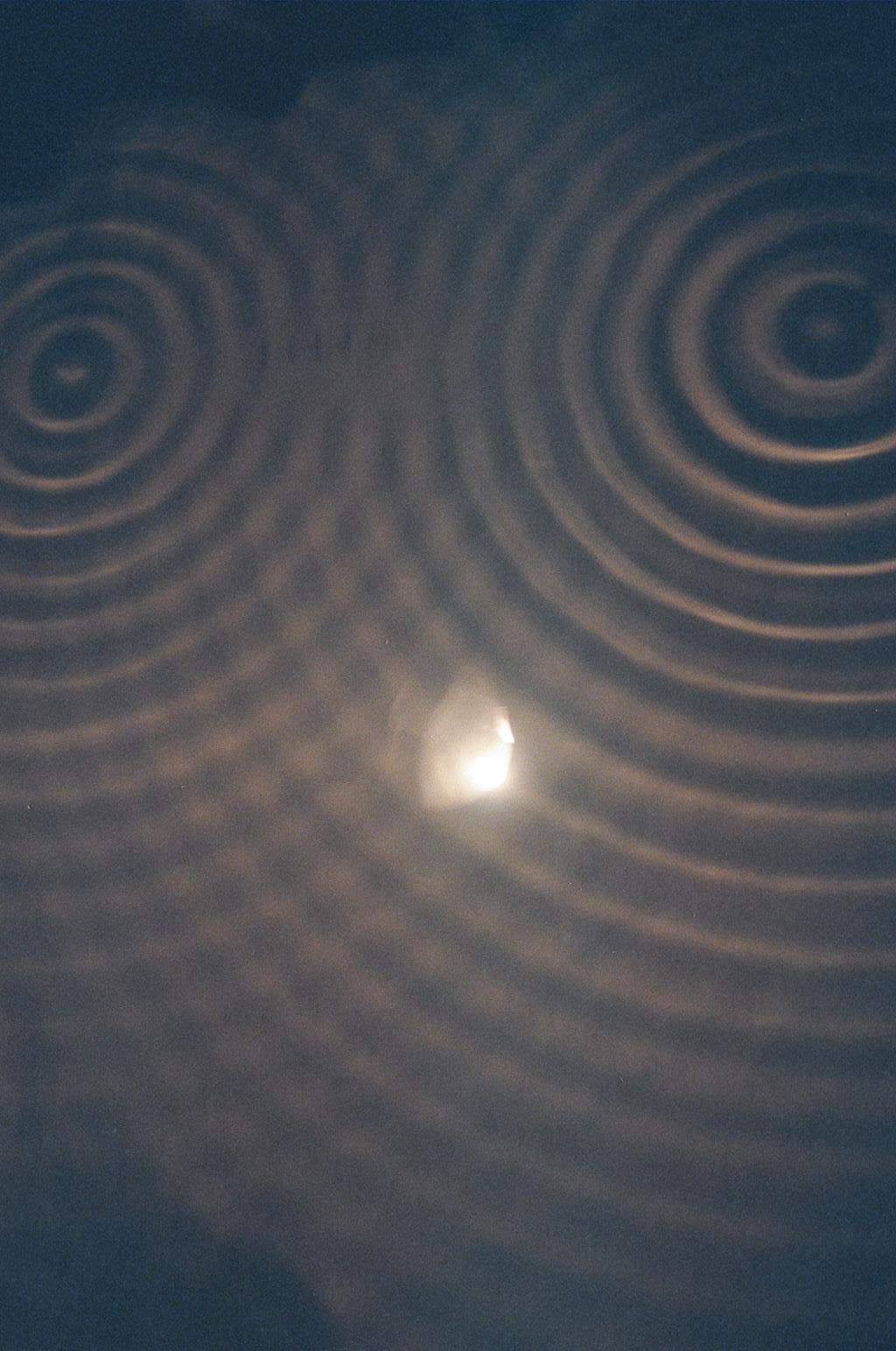
Interferència de dues fonts en una cubeta d'ones

En física, la interferència és un fenomen en el qual dues ones se sobreposen i, com a resultat, formen una ona d'amplitud major o menor. La interferència normalment es refereix a la interacció d'ones que estan correlacionades o que són coherents l'una amb l'altra, ja sigui perquè provenen de la mateixa font o perquè tenen la mateixa freqüència (o una freqüència similar). Els efectes d'interferència es poden observar en qualsevol tipus d'ones com, per exemple, de llum, de ràdio, de so o de superfície.

## Etimologia
La paraula interferència deriva de les paraules llatines inter que significa "entre" i fere que significa "cop", i va ser encunyada per Thomas Young el 1801.
QUE SÓN LES ONES? Les ones són alteracions que es donen en una determinada matèria. Aquesta matèria pot ser molt diversa donat que les ones es poden donar tant a l’aigua, la llum, l’aire... En el nostre àmbit, la Comunicació Audiovisual, és interessant com les ones es poden donar al so. Aquestes alteracions a una matèria es donen a partir d’algun moviment continu que es propagat a partir de la conducció d’energia. A més, aquest fenomen es caracteritza també per transportar-se tant en l’espai com en el temps i el dinamisme.
Les ones, independentment de la tipologia a la qual pertanyin, es caracteritzen per vibrar de forma ondulada i a partir d’un punt determinat fins aturar-se quan es topen amb un altre element. Això fa que el fenomen faci un recorregut d’anada i tornada fins que finalment desapareix.
Les ones poden ser classificades en moltes categories a partir d’una característica, des de la direcció a la que es propaga fins al medi. A continuació algunes de les possibles classificacions, els tipus principals i les característiques de cada un d’ells.

## Superposició d'ones de la mateixa freqüència
En la superposició d'ones amb la mateixa freqüència el resultat depèn de la quantitat i de la diferència de fase {\displaystyle \delta }. Si sumem dues ones {\displaystyle y_{1}=A\sin {(\omega t-kx)}} i {\displaystyle y_{2}=A\sin {(\omega t-kx+\delta )}}, l'ona resultant tindrà la mateixa freqüència, i en el cas que {\displaystyle \delta } sigui 0, 2{\displaystyle \pi }, etc., l'amplitud serà {\displaystyle 2A}. Aquest tipus d'interferències dona lloc a patrons d'interferència, ja que depenent de la fase, la interferència serà destructiva (les ones es troben desfasades 180 graus o {\displaystyle \pi } radiants) o constructiva (desfasament de 0 graus/radiants).
La superposició d'ones de freqüències {\displaystyle f_{1}} i {\displaystyle f_{2}} molt pròximes entre si produeix un fenomen particular denominat pulsació o batut.
En aquests casos el sistema auditiu humà no és capaç de percebre separadament les dues freqüències presents, sinó que percep una freqüència única mitjana {\displaystyle {\frac {f_{1}+f_{2}}{2}}}, però que canvia en amplitud a una freqüència de {\displaystyle {\frac {|f_{1}-f_{2}|}{2}}}.
És a dir, si superposem dues ones senoidals de 300 Hz i 304 Hz, el nostre sistema auditiu percebrà un únic so l'altura del qual correspon a una ona de 302 Hz i l'amplitud del qual varia amb una freqüència de 2 Hz (és a dir, dues vegades per segon).

## Pulsacions o batuts
Si es dona el cas que la freqüència de totes dues ones no és igual {\displaystyle (f_{1},f_{2})}, però si són valors molt pròxims entre si, l'ona resultant és una ona modulada en amplitud per l'anomenada «freqüència de batut» el valor del qual correspon a: {\displaystyle f_{\text{batut}}=\Delta f=|f_{1}-f_{2}|}, la freqüència d'aquesta ona modulada correspon a la mitjana de les freqüències que interfereixen.

## Mecanisme

Interferència d'ones provinents de dues fonts

Interferència de les ones que viatgen a la dreta (verd) i a l'esquerra (blau) a l'espai bidimensional, donant lloc a l'ona final (vermell)

El principi de superposició d'ones postula que quan dues o més ones són incidents en un mateix punt, el desplaçament total en aquest punt equival al vector suma dels desplaçaments de les ones individuals. Si la cresta d'una ona es troba amb la cresta d'una altra ona de la mateixa freqüència al mateix punt, llavors la magnitud del desplaçament és la suma de les magnituds individuals: es tracta d'interferència constructiva. En canvi, si la cresta d'una ona es troba amb la vall d'una altra ona, llavors la magnitud del desplaçament és igual a la diferència de les magnituds individuals: es tracta d'interferència destructiva.
| Interferències constructiva i destructiva |                           |
| Interferència constructiva                | Interferència destructiva |

La interferència constructiva té lloc quan la diferència de fase entre les ones és múltiple de 2π, mentre que la interferència destructiva ocorre quan la diferència és π, 3π, 5π, etc. Si la diferència entre les fases és un entremig entre aquests dos extrems, llavors la magnitud del desplaçament de les ones sumades cau entre els valors mínim i màxim.
Per exemple, es considera què passa quan es tiren dues pedres dins d'un bassal d'aigua en calma. Cada pedra genera una ona circular que es propaga cap enfora del punt on cau. Quan es sobreposen les dues ones, el desplaçament (vertical) net en un punt particular és la suma dels desplaçaments de les ones individuals. En alguns punts les ones estaran en fase i es produirà el desplaçament màxim; en canvi, en altres punts estaran en contrafase i no hi haurà desplaçament. És per això que alguns punts de la superfície seran estacionaris.

## Interferència òptica

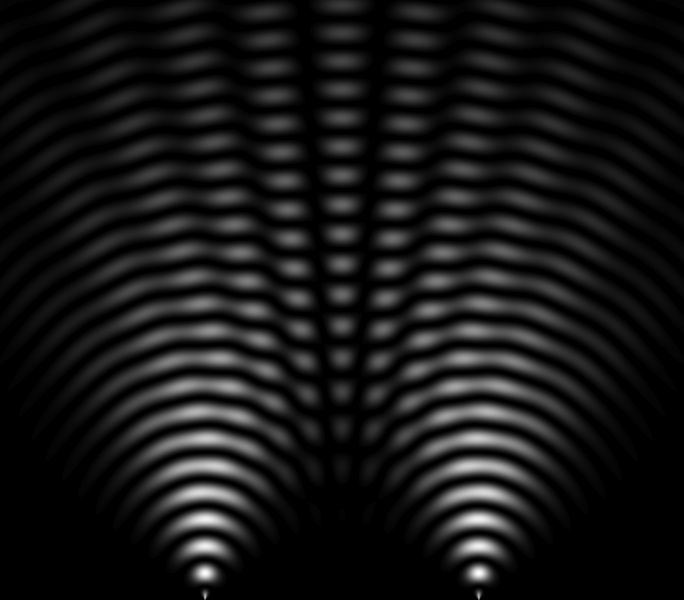
Simulació de les interferències òptiques de Thomas Young: els dos punts a sota de la imatge són les fonts de llum.

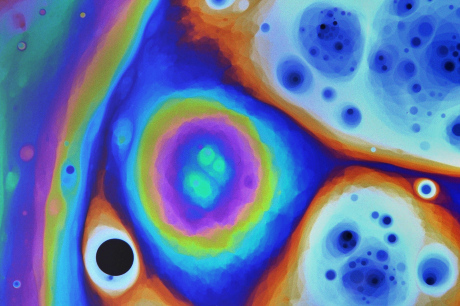
Una imatge ampliada d'un patró d'interferència de colors en una pel·lícula de sabó. Els "forats negres" són zones d'interferència destructiva gairebé total (antifase).

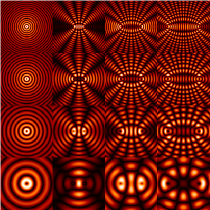
Interferència òptica entre dues fonts puntuals que tenen diferents longituds d'ona i separacions de fonts.

La interferència òptica és la interacció de dues o més ones de llum que produeixen una intensitat resultant diferent de la suma de les intensitats components. En l'àmbit de l'òptica els fenòmens interferencials no poden explicar-se segons el model geomètric o corpuscular sinó que cal acudir al model presentat per la teoria ondulatòria de la llum. La interferència apareix sovint en òptica amb les ones electromagnètiques que comprenen les ones lluminoses, però també s'obté amb ones electromagnètiques d'altres tipus d'ona, com són les ones sonores.
En l'experiment de Thomas Young, aquest separà la llum en passar-la per dues escletxes paral·leles. En una pantalla blanca col·locada més enllà de les escletxes es mostrava un patró de bandes alternades clares i fosques anomenades franges d'interferència. Les franges clares indiquen interferència constructiva i les fosques indiquen interferència destructiva de les dues ones que passen per les escletxes.
Mesures acurades mostren que la interferència constructiva occorre en un punt donat de la pantalla en el qual les dues longituds de trajectòria òptica difereixen en un nombre enter de longituds d'ona de la llum i la interferència destructiva ocorre si la diferència de trajectòria és un nombre enter de mitja longitud d'ona.

### Exemples d'interferència de la llum
- Efectes de color en les bombolles primes de sabó: Això passa per la interferència de les ones de llum que es reflecteixen de les superfícies frontals i posterior de la capa fina de sabó. Els canvis de color corresponen a diferents gruixos de la pel·lícula de sabó.
- Un efecte semblant es nota quan una lent de vidre convexa es pressiona contra una placa de vidre plana i es forma així una pel·lícula prima d'aire en forma de falca: quan la llum s'hi reflecteix s'hi noten una sèrie d'anells de colors, com que el fenomen va ser observat per primera vegada per Isaac Newton aquest fenomen es coneix com a anells de Newton.

### Alguns usos de la interferència de la llum
- L'estàndard de longitud es basa en la longitud d'ona d'una determinada línia espectral del gas criptó i la llum d'una làmpada de kripton combinada amb un interferòmetre òptic s'utilitza per fer mesures precises de longitud.
- Pel·lícula antirreflexió: utilitzada en instruments de precisió, les lents dels quals són coberts amb primes capes transparents d'un material que redueix les pèrdues per reflexió, degudes a la interferència destructiva. La llum que d'altra manera seria reflectida, és transmesa i augmenta l'eficàcia de l'instrument.
- Pel·lícules primes en filtres d'interferència:aquí es fa servir la interferència constructiva que permet el pas de la llum d'un color i impedeix la resta de longituds d'ona.

## Aplicacions

### Batut
En acústica, un batut és un patró d'interferència entre dues sos de freqüències lleugerament diferents, percebut com una variació periòdica de volum el ritme del qual és la diferència de les dues freqüències.
Amb els instruments de sintonia que poden produir tons sostinguts, els batecs poden reconèixer-se fàcilment. L'afinació de dos tons a l'uníson presentarà un efecte peculiar: quan els dos tons són a prop en to, però no són idèntics, la diferència de freqüència genera el batec. El volum varia com en un trèmolo, ja que els sons interfereixen alternativament de manera constructiva i destructiva. A mesura que els dos tons s'acosten gradualment a l'uníson, el batec s'alenteix i pot arribar a ser tan lent com per a ser imperceptible. A mesura que els dos tons s'allunyen, la seva freqüència de batut comença a acostar-se al rang de percepció del to humà, el batec comença a sonar com una nota i es produeix un to combinat. Aquest to de combinació també pot denominar-se fonamental perduda, ja que la freqüència de batut de dos tons qualssevol és equivalent a la freqüència de la seva freqüència fonamental implícita.

### Interferometria òptica
La interferometria ha exercit un paper important en l'avanç de la física, i també té una àmplia gamma d'aplicacions en el mesurament físic i d'enginyeria.
L'interferòmetre de doble escletxa de Thomas Young en 1803 va demostrar l'existència de franges d'interferència quan dos petits forats eren il·luminats per la llum d'un altre petit forat que era il·luminat per la llum del sol. Young va poder estimar la longitud d'ona dels diferents colors de l'espectre a partir de l'espaiat de les franges. L'experiment va exercir un paper important en l'acceptació general de la teoria ondulatòria de la llum.
En mecànica quàntica, es considera que aquest experiment demostra la inseparabilitat de les naturaleses ondulatòria i particulada de la llum i altres partícules quàntiques (dualitat ona-partícula). A Richard Feynman li agradava dir que tota la mecànica quàntica es pot extreure de pensar acuradament en les implicacions d'aquest únic experiment.
Els resultats de l'experiment de Michelson-Morley es consideren generalment com la primera prova sòlida contra la teoria d'un èter luminífer i a favor de la relativitat especial.
La interferometria s'ha utilitzat per a definir i calibrar estàndards de longitud. Quan es va definir el metre com la distància entre dues marques en una barra de platí-iridi, Michelson i Benoît van utilitzar la interferometria per a mesurar la longitud d'ona de la línia vermella de cadmi en el nou patró, i també van demostrar que podia utilitzar-se com a patró de longitud. Seixanta anys més tard, en 1960, el metre en el nou sistema SI es va definir com a igual a 1.650.763,73 longituds d'ona de la línia d'emissió taronja-vermella de l'espectre electromagnètic de l'àtom de criptó-86 en el buit. Aquesta definició va ser substituïda en 1983 per la definició del metre com la distància recorreguda per la llum en el buit durant un interval de temps determinat. La interferometria continua sent fonamental per a establir la cadena de calibratge en el mesurament de la longitud.
La interferometria s'utilitza en el calibratge de calibres de lliscament (anomenats blocs de calibre als Estats Units) i en màquines de mesurament de coordenades. També s'utilitza en la comprovació de components òptics.

### Interferometria de ràdio

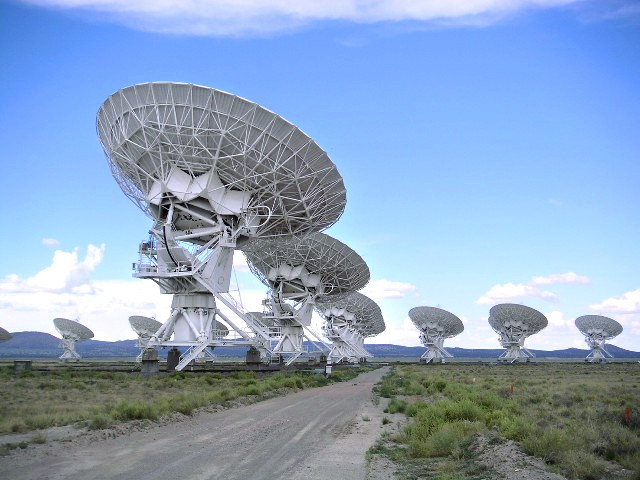
El Very Large Array, un conjunt interferomètric format per molts telescopis més petits, com molts radiotelescopis més grans.

En 1946 es va desenvolupar una tècnica anomenada interferometria astronòmica. Els radiointerferòmetres astronòmics solen consistir en conjunts d'antenes parabòliques o conjunts bidimensionals d'antenes omnidireccionals. Tots els telescopis del conjunt estan molt separats i solen estar connectats entre si mitjançant cable coaxial, guia d'ones, fibra òptica o un altre tipus de línia de transmissió. La interferometria augmenta el senyal total recollida, però el seu objectiu principal és augmentar enormement la resolució mitjançant un procés anomenat síntesi d'obertura. Aquesta tècnica funciona superposant (interferint) les ones de senyal dels diferents telescopis segons el principi que les ones que coincideixen amb la mateixa fase se sumaran entre si, mentre que dues ones que tenen fases oposades s'anul·laran. Així es crea un telescopi combinat que equival en resolució (encara que no en sensibilitat) a una sola antena el diàmetre de la qual és igual a la separació de les antenes més allunyades del conjunt.

### Interferometria acústica
Un interferòmetre acústic és un instrument per a mesurar les característiques físiques de les ones sonores en un gas o un líquid, com la velocitat, la longitud d'ona, l'absorció o la impedància. Un cristall que vibra crea ones ultrasòniques que s'irradien al mitjà. Les ones xoquen amb un reflector situat en paral·lel al cristall, es reflecteixen en la font i es mesuren.